# Tyler Herro
Tyler Christopher Herro (Greenfield, 2000. január 20. –) amerikai kosárlabdázó, a Miami Heat játékosa a National Basketball Associationben (NBA).
Középiskolás éveit követően mindössze az ország 30. legjobb tehetségének tekintette az ESPN, de egyetlen egyetemi éve során a Kentucky Wildcats színeiben egyre többet fejlődött, megválasztották az év legjobb újoncának főcsoportjában és legjobb játékosai közé is nevezték. A 2019-es NBA-drafton a Miami Heat választotta, az első kör 13. helyén.
2020-ban első szezonja után beválasztották az NBA második legjobb újonc csapatába, segítségével a Heat eljutott a döntőig, ahol a Los Angeles Lakers csapatától kaptak ki. Egy gyengébb 2020–2021-es szezon után 2022-ben megválasztották az NBA év hatodik emberének, csapata történetében elsőként. Ezt követően a Heat 130 millió dolláros szerződést adott neki.

## Statisztika

### Egyetem
| Év        | Csapat            | JM | KM | JP/M | MG%  | 3P%  | BD%  | LP/M | GP/M | L/M | B/M | P/M  |
| --------- | ----------------- | -- | -- | ---- | ---- | ---- | ---- | ---- | ---- | --- | --- | ---- |
| 2018–2019 | Kentucky Wildcats | 37 | 37 | 32,6 | .462 | .355 | .935 | 4,5  | 2,5  | 1,1 | 0,3 | 14,0 |

### NBA

#### Alapszakasz
| Év        | Csapat     | JM  | KM  | JP/M | MG%  | 3P%  | BD%   | LP/M | GP/M | L/M | B/M | P/M  |
| --------- | ---------- | --- | --- | ---- | ---- | ---- | ----- | ---- | ---- | --- | --- | ---- |
| 2019–2020 | Miami Heat | 55  | 8   | 27,4 | .428 | .389 | .870  | 4,1  | 2,2  | 0,6 | 0,2 | 13,5 |
| 2020–2021 | Miami Heat | 54  | 15  | 30,3 | .439 | .360 | .803  | 5,0  | 3,4  | 0,6 | 0,3 | 15,1 |
| 2021–2022 | Miami Heat | 66  | 10  | 32,6 | .447 | .399 | .868  | 5,0  | 4,0  | 0,7 | 0,1 | 20,7 |
| 2022–2023 | Miami Heat | 67  | 67  | 34,9 | .439 | .378 | .934* | 5,4  | 4,2  | 0,8 | 0,2 | 20,1 |
| 2023–2024 | Miami Heat | 42  | 40  | 33,5 | .441 | .396 | .856  | 5,3  | 4,5  | 0,7 | 0,1 | 20,8 |
| 2024–2025 | Miami Heat | 77  | 77  | 35,4 | .472 | .375 | .878  | 5,2  | 5,5  | 0,9 | 0,2 | 23,9 |
| Karrier   | Karrier    | 361 | 217 | 32,6 | .448 | .382 | .874  | 5,0  | 4,0  | 0,7 | 0,2 | 19,4 |
| All-Star  | All-Star   | 1   | 0   | 8,0  | .500 | .500 | –     | 0,0  | 1,0  | 0,0 | 0,0 | 6,0  |

#### Play-in
| Év      | Csapat     | JM | KM | JP/M | MG%  | 3P%  | BD%   | LP/M | GP/M | L/M | B/M | P/M  |
| ------- | ---------- | -- | -- | ---- | ---- | ---- | ----- | ---- | ---- | --- | --- | ---- |
| 2023    | Miami Heat | 2  | 2  | 37,0 | .486 | .143 | 1.000 | 7,0  | 3,5  | 1,5 | 0,5 | 19,0 |
| 2024    | Miami Heat | 2  | 2  | 37,1 | .386 | .348 | 1.000 | 6,0  | 9,0  | 0   | 0   | 24,5 |
| 2025    | Miami Heat | 2  | 2  | 40,6 | .575 | .471 | .875  | 6,5  | 5,5  | 0,5 | 0,0 | 34,0 |
| Karrier | Karrier    | 6  | 6  | 38,2 | .479 | .333 | .920  | 6,5  | 6,0  | 0,7 | 0,2 | 25,8 |

#### Rájátszás
| Év      | Csapat     | JM | KM | JP/M | MG%  | 3P%  | BD%   | LP/M | GP/M | L/M | B/M | P/M  |
| ------- | ---------- | -- | -- | ---- | ---- | ---- | ----- | ---- | ---- | --- | --- | ---- |
| 2020    | Miami Heat | 21 | 5  | 33,6 | .433 | .375 | .870  | 5,1  | 3,7  | 0,4 | 0,1 | 16,0 |
| 2021    | Miami Heat | 4  | 0  | 23,2 | .316 | .316 | 1.000 | 3,3  | 1,8  | 0,3 | 0,3 | 9,3  |
| 2022    | Miami Heat | 15 | 0  | 25,4 | .409 | .229 | .926  | 3,9  | 2,8  | 0,6 | 0,4 | 12,6 |
| 2023    | Miami Heat | 1  | 1  | 19,0 | .556 | .500 | -     | 2,0  | 2,0  | 0,0 | 1,0 | 12,0 |
| 2024    | Miami Heat | 5  | 5  | 37,0 | .385 | .349 | .900  | 3,6  | 5,4  | 0,4 | 0,0 | 16,8 |
| 2025    | Miami Heat | 4  | 4  | 36,0 | .415 | .310 | .800  | 3,5  | 2,8  | 0,5 | 0,0 | 17,8 |
| Karrier | Karrier    | 50 | 15 | 30,6 | .414 | .328 | .889  | 4,2  | 3,3  | 0,4 | 0,2 | 14,6 |